# Patrick Demarchelier
Patrick Demarchelier, né le 20 août 1943 à Eaubonne et mort le 31 mars 2022 à Saint-Barthélemy (Antilles françaises), était un photographe portraitiste, un photographe de mode et de publicité français. Il travaillait notablement trois ans pour les éditions Condé Nast à partir de 1989, pour Harper's Bazaar durant une douzaine d'années, puis de nouveau pour Vogue à partir de 2004.

## Biographie

### Débuts
Né à Eaubonne, sa famille part travailler au Havre. Élevé dans un milieu modeste, Patrick Bernard Demarchelier est éduqué avec ses quatre frères par sa mère divorcée. Autodidacte, il s'initie à la photographie à l’âge de dix-sept ans avec un appareil photographique de marque Kodak offert par son beau-père pour son anniversaire. Parallèlement à ses études, il travaille chez un vendeur de savon, tout en consacrant son temps disponible à la photographie. Il couvre des mariages et réalise des photos d'identité pour ses connaissances, se familiarisant avec la prise de vue, le développement des films, le tirage et la retouche des photographies, forgeant son expérience dans un laboratoire photo.
À l'âge de vingt ans, il s'installe à Paris et obtient un emploi dans les laboratoires de l'agence Publicis. Il devient assistant du photographe suisse et collaborateur de Vogue, Hans Feurer, auprès de qui il acquiert une solide expérience. Ses premières réalisations personnelles sont refusées par Elle qui l'encourage à choisir un autre métier. Gagnant toutefois rapidement son indépendance professionnelle, il affirme un nouveau style de photographie artistique de mode : des images désinvoltes et pétillantes. Ses premières photographies honorent des commandes pour les magazines Elle, Marie Claire et 20 ans ou Nova, au début des années 1970.

### New York
Ayant commencé à travailler ponctuellement pour Vogue américain, il quitte Paris en 1975 et s’installe à New York où il ouvre son propre studio. Après une entrevue avec Alexander Liberman, il commence sa collaboration pour les éditions Condé Nast. « À l'époque, travailler pour Vogue américain, c'était la consécration. » Il parvient à percer, surtout à la suite de ses images réalisées à la demande de Grace Coddington du British Vogue. Il réalise sa première couverture pour Vogue en 1977. Ses premiers clients sont Calvin Klein, Versace, Chanel… son nom est également souvent lié à Dior,. Il est l’un de ceux ayant lancé le mannequin Kate Moss, qu’il photographiera de nombreuses fois au cours de sa carrière. Ami de Richard Avedon, ses portraits sont très appréciés tant par ses pairs que par toutes les stars internationales qui sont passées devant son objectif. Sa couverture la plus mémorable est celle représentant Madonna en mai 1989. C'est lors de cette même année qu'il rencontre pour la première fois Lady Diana.

### Années Lady Di
Dans les années 1990, Lady Diana va renouveler totalement son look et sa garde robe personnelle.
En 1991, Liz Tilberis, alors à la tête du British Vogue, demande à Patrick Demarchelier de réaliser une série de photos de la princesse pour la couverture du magazine. Personne à l’époque ne pouvait imaginer qu’un portrait royal puisse être comme ça ; ce portrait de Diana Spencer devient une icône. La princesse de Galles embauche alors Patrick Demarchelier comme portraitiste personnel, premier photographe de la famille britannique qui n’est pas anglais. Le duo formé par Lady Diana et son ami photographe fera plusieurs fois les pages du British Vogue, mais également celles de Harper's Bazaar lorsque Liz Tilberis rejoindra ce magazine, passant un contrat au montant élevé avec Demarchelier au détriment de Vogue ; il reste une douzaine d'années sous contrat avec ce magazine avant de repartir chez Vogue, qui lui fait une offre conséquente, en mai 2004,.

### Consécration

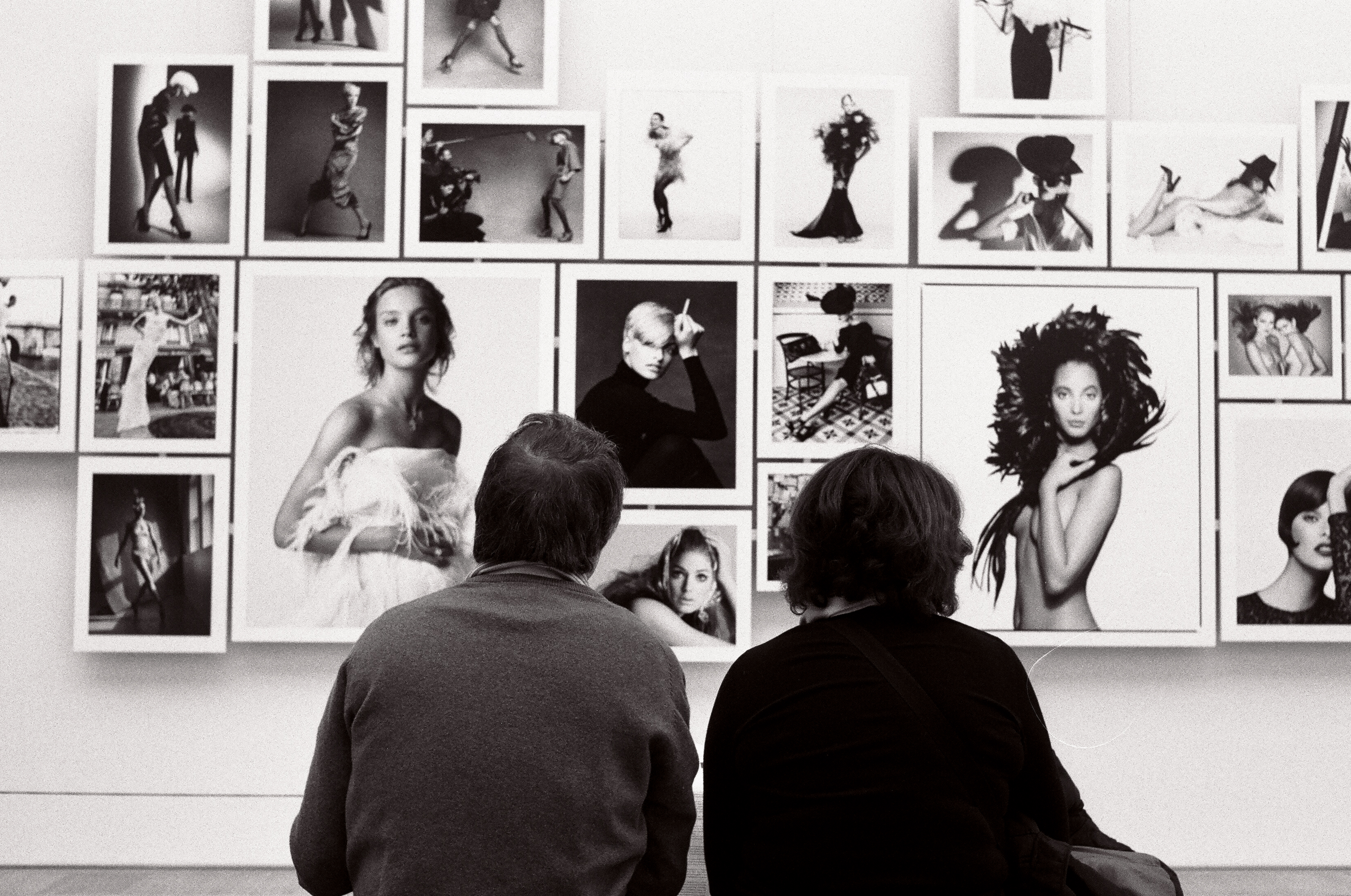
Exposition de Patrick Demarchelier au Petit Palais, Paris.

Patrick Demarchelier réalise les calendriers Pirelli de 2005 et 2008. En octobre de cette même année 2008, le magazine Photo lui consacre exclusivement le numéro 453 dont il fait la couverture avec Gisele Bündchen.
Nadja Auermann, Christie Brinkley, Christy Turlington ou Kate Moss font partie des mannequins qu’il a fréquemment photographiés. Il est l’auteur de nombreuses couvertures d’albums musicaux pour Elton John, Céline Dion, Madonna ou Janet Jackson. Son style reste considéré comme plutôt « classique » qu'innovant, avec un style réaliste.
À la fin des années 2000, Patrick Demarchelier travaille souvent avec le modèle Caroline Trentini qui est alors en couple avec son fils Victor.
Son nom est évoqué à plusieurs reprises dans le film Le diable s’habille en Prada sans qu'il n'y apparaisse. En effet la féroce directrice d'un magazine de mode, incarnée par l’actrice Meryl Streep réclame sans cesse « Appelez-moi Demarchelier ! ». Il expose en 2008 au Petit Palais, à Paris, ainsi qu’en galeries.
Ses séries de mode sont régulièrement publiées dans divers magazines à travers le monde. Cette omniprésence fait de lui un des hommes les plus influents de la mode dans le monde avec Gilles Bensimon, et l’un des photographes les mieux payés. Ses photographies ont souvent fait la couverture des multiples éditions de Vogue, dont Vogue China, pour lequel il signe la couverture du numéro 1, Harper’s Bazaar, Marie Claire, Elle et d’autres magazines.

### Allégations de harcèlement et d’agressions sexuelles
Au sommet de la vague du mouvement MeToo, en février 2018, Patrick Demarchelier est mis en cause par des femmes l’accusant de harcèlement sexuel dans les pages du quotidien américain The Boston Globe qui publie sept témoignages, dont celui d’une de ses anciennes assistantes ayant le même âge que lui,. Les éditions Condé Nast indiquent alors « We have informed Patrick we will not be working with him for the foreseeable future (Nous avons informé Patrick que nous ne travaillerons pas avec lui dans un proche avenir) ». Dans les années qui suivent et jusqu'à sa mort en 2022, aucune procédure judiciaire liée aux allégations contenues dans cette publication n'est entamée à l'encontre de Patrick Demarchelier qui réfute ces accusations, indiquant « People lie and they tell stories. It’s ridiculous (Les gens mentent et ils racontent des histoires. C'est ridicule) ».

### Vie privée
Patrick Demarchelier est le père de trois garçons nés de son union avec le mannequin suédois Mia Skoog-Demarchelier qu'il a connu lors d'une séance photos pour Vogue : les jumeaux Gustaf et Arthur, nés en 1984 et Victor, né en 1987, qui est photographe de mode comme son père. Voyageant dans le monde entier, il partage l'essentiel de sa vie entre la ville de New York et l'île française de Saint-Barthélemy, située dans les Petites Antilles.
Patrick Demarchelier meurt des suites d'un cancer le 31 mars 2022, à l'âge de 78 ans, sur l'île de Saint-Barthélemy.

## Prix et récompenses
- 2008 : Lucie Award, New York

## Distinctions
- Chevalier de l'ordre des Arts et des Lettres en 2007

## Publication
Liste non exhaustive
- Patrick Demarchelier, Anna Wintour, Patrick Demarchelier, édition Steidl Verlag, 16 octobre 2008